# Pteris caiyangheensis
Pteris caiyangheensis là một loài thực vật có mạch trong họ Pteridaceae. Loài này được L.L. Deng miêu tả khoa học đầu tiên năm 1996.